# ППШ-41
ППШ-41 или само ППШ (на руски – съкращение от Пистолет-пулемёт Шпагина, „картечен пистолет на Шпагин“) е автомат, създаден през 1941 година от Георги Семьонович Шпагин.

## Предистория
ППШ е едно от най-масово произвежданите автоматични оръжия на Втората световна война и едно от емблематичните оръжия на Червената армия от този период.
Картечният пистолет Шпагин е разработен в началото на Втората световна война. Но идеята за него тръгва от Съветско-Финландската война (1939 – 1940). През 30-те години военните от всички държави – с изключение на Австрия и Финландия, се отнасят крайно пренебрежително спрямо автоматичните пистолети /автомати/. Това не отминава и генералите от Червената армия – автоматът на Дегтярев е приет на въоръжение през 1935 година, произведен е в малки серии, през 1938 г. е модифицирано закрепването на плоския, сегментен пълнител /ППД 34/38/ и през 1939 Наркомът по отбрана излиза с решение ППД 34/38 да бъде снет от въоръжение като „слабо ефективно оръжие, и имащо ограничена употреба“. Произведените автомати ППД-34/38, се раздават основно на НКВД и граничните войски. През Зимната война руските войски, въоръжени с винтовки, се сблъскват с финландските картечни пистолети SUOMI /финландското название на Финландия/. Те са с барабанен дисков пълнител за 71 патрона и са смятани за една от най-удачните за времето си конструкция. Дегтярев спешно пригажда ППД за такъв пълнител. Под впечатленията от действията на финските автоматчици, въоръжени със Suomi, командването на Червената армия иззема от складовите и от граничните войски всички налични автомати ППД-34 и ППД-34/38 и организира откарването им на фронта със самолети. Производството на автомати, включително и на ППД-34/40 започва на 3-сменен режим, с пълно натоварване на оборудването.
Отчитайки опита от Зимната война и употребата на /MP38/ от немците в Полша и окупираните европейски страни, в СССР се взема решение за създаване на нов автомат, който да замести ППД-34/40. Основната задача на конструкторите при разработката на прототипите е била създаването на оръжие, близко до ППД-34/40 или превъзхождащо го по тактико-техническа характеристика, но освен това евтино и пригодено за масовото производство – и от невоенни предприятия. През 1940 Наркомът по въоръжението дава заявка към оръжейните конструктори за създаване на картечен пистолет, чиито части биха могли да се изготвят без много механична обработка /т.е. необходимост от употреба, предимно, на щамповъчни и пресови детайли/. Този картечен пистолет е трябвало да бъде толкова прост за производство, че при необходимост, бързото му пускане в производство да може да започне в което и да е машиностроително предприятие.

## Създаване
Първият модел на ППШ е представен за разглеждане на комисията през есента на 1940 година и през същата година е подложен, заедно с други модели на полигонни изпитания. С оръжията е стреляно при ъгъл от 85 градуса, с допълнително запрашени и зацапани пълнители. Тестваните оръжия са били и несмазани – всичките им съставни части са обезмаслявани в керосин, след това изтривани с парцали. Допълнително от всяко оръжие са изстреляни по 5000 патрона, без оръжието да е почиствано.
Живота на оръжието е указан на 30000 изстрела, при което автомата имал и по-нататък удовлетворителна прецизност и сигурност.
Технологичната оценка на представените образци започва в края на ноември 1940. Като най-добри са оценени образците на Г.С.Шпагин и Б.Г.Шпитални.
На 21 декември 1940 е одобрен картечния пистолет на Шпагин и взет на въоръжение в Червената армия.
Въпреки че по това време пресово-щамповъчни операции не се използват нашироко за направата на автомати, много от детайлите на ППШ се изработват именно чрез щамповане – съгласно поставените от комисията условия.
ППШ-41 се състои общо от 87 отделни детайла, само на две места има резбови/винтови връзки. За изработката на 87-те детайла са били необходими общо 5,6 машиночаса. Автоматът на Шпитални се състои от 95 части, като за тяхното изработване са необходими 25,3 машиночаса /4 пъти повече/.
Самото производство на ППШ не е било никак сложно, така че оръжието се е произвеждало, не само в оръжейните заводи, но и във всеки един завод, който е имал на разположение пресово-щамповъчни машини и базова екипировка. Тъй като голяма част от детайлите вече не се отливат, коват, фрезоват, а се изработват от 2 – 5 мм ламарина, производствените разходи и разходите на метал падат неимоверно. Най-сложните за изработка детайли са цевта и дисковия пълнител, взет без промени от автомата-предшественик ППД-34/40.
ППШ е произведен в около 5,4 милиона екземпляра.
По настояване на Сталин освен плоския пълнител за 35 патрона, се взема в употреба /без изменения/ и дисковия пълнител от автомата на Дегтярев – ППД-34/40 /подобен на финландския/ за 71 патрона. Въпреки че дисковият е по-популярен, с течение на времето се доказало, че е по-лош от плоския. Бил по-тежък, неудобен и по-често засичал, освен това бил изключително труден за лентоване при полеви условия /за целта е трябвало пълнителят да се отвори, да се навие пружината, да се заредят единично два реда – с 39 и 32 патрона и да се затвори капака на пълнителя/. В началото голям недостатък на плоския пълнител е било направата му от 0,5 мм ламарина – пълнителите се огъвали и деформирали много лесно при полеви условия. Впоследствие този недостатък е отстранен и пълнителите започват да се правят от 1 мм листова стомана.
Характерно за ППШ е скосяването на предния край на кожуха на цевта. Това скосяване служи като компенсатор – барутните газове натискат цевта надолу и така се допринася за по-добрата групираност на изстрелите.
Използваният боеприпас е 7.62-мм патрон 7.62х25 TT. Благодарение на този мощен патрон е достигната по-голяма дулна скорост от западните му аналози, използващи 9-мм Para и .45 ACP (490 м/с срещу 380 м/с при MP40).
С появата на АК, Шпагин отива в историята – снет е от въоръжение през 1951 г. Участва във Втората световна война и Корейската война, но не и във Виетнам. ППШ-41 е на върха на славата си през Втората световна война и по нищо не отстъпва на своя съперник от Вермахта MP40.
Във вермахта се употребяват също големи количества ППШ под наименованието MP717(r). Във вермахта под същото наименование са въведени на въоръжение и преработени на калибър 9 мм ППШ.
Тъй като задната част на гилзата на 7.62х25 TT е почти идентична на тази на 9-мм Para /патронът на Маузер 7,63 × 25 е смятан за предшественик на 9 х 19 Para/, за смяната на калибъра на ППШ е било необходимо само да се смени цевта и да се преработи гнездото на пълнителя за поемане на пълнители на MP40.
ППШ-41 се използва и в наши дни в ограничени количества, най-вече от партизански и военни групировки, както и в армиите на Бенин, Виетнам, Камбоджа и Северна Корея.